# Aris Zarifović
Aris Zarifović (* 2. Juni 1988 in Šempeter-Vrtojba) ist ein slowenischer Fußballspieler.

## Karriere
Das Fußballspielen erlernte Zarifović bei ND Gorica, einem Verein, der in der Stadt Nova Gorica in Slowenien beheimatet ist. Hier unterschrieb er 2007 auch seinen ersten Profivertrag und absolvierte bis 2012 wettbewerbsübergreifend 96 Spiele für den Verein, in denen er sechs Treffer erzielte. Zwischen 2007 und 2009 wurde er zweimal an den NK Brda Dobrovo ausgeliehen. Dort stand er 33 Mal auf dem Platz und erzielte zwei Treffer. Zur Saison 2012/13 wechselte Zarifović zum amtierenden slowenischen Vizemeister NK Olimpija Ljubljana. Für den Verein absolvierte er insgesamt 146 Pflichtspielen (8 Tore) und gewann dabei zweimal den slowenischen Meistertitel sowie einmal den slowenischen Pokal.
Anfang 2019 wechselte Zarifović nach Thailand und unterschrieb einen Vertrag beim Erstligisten Samut Prakan City FC.  Am Ende der Saison 2021/22 belegte er mit dem Verein aus Samut Prakan den vorletzten Tabellenplatz und musste somit in die zweite Liga absteigen. Für Samut absolvierte er 76 Erstligaspiele. Nach dem Abstieg verließ er den Verein und schloss sich dem Erstligisten PT Prachuap FC an. Für Prachuap bestritt er 17 Ligaspiele. Im Sommer 2023 wurde sein Vertrag nicht verlängert. Bis Dezember 2023 war er vertrags- und vereinslos. Im Januar 2024 unterschrieb er ein Italien einen Vertrag beim unterklassigen Gemonese 1919.

## Erfolge
NK Olimpija Ljubljana
- Slowenischer Meister: 2016, 2018
- Slowenischer Pokalsieger: 2018